# Вімменюм
Вімменюм (нід. Wimmenum) — селище в нідерландській провінції Північна Голландія. Входить до муніципалітету Берген.
Його площа становить 3,33 км², а населення станом на 2021 рік складало 175 осіб.
Перша згадка про населений пункт датується кінцем 11-го сторіччя.
До 1857 року мало статус окремого муніципалітету.